# ФИБА Лига шампиона
ФИБА Лига шампиона (енгл. Basketball Champions League) професионално је такмичење кошаркашких клубова у Европи. Такмичење организује ФИБА Европа, а основано је 21. марта 2016. године. Прва сезона 2016/17. стартовала је квалификацијама 27. септембра 2016. године. Победник такмичења учествује директно у  Интерконтиненталном купу.
Клубови се квалификују за такмичење на основу учинка у својим националним лигама и куповима. Иако били изузетни, неки тимови могу бити замењени.
Право на емитовање утакмица ФИБА Лиге шампиона у Србији има Арена спорт.

## Стварање и усвајање
У октобру 2015. године, ФИБА је покушала да преузме контролу над европским клупским такмичењима, тако што је предложила ново такмичење, у којем ће учествовати 16 тимова који би играли по принципу "повратне тачке", и доделити осам гарантованих места различитим клубовима. Када су врхунски европски клубови одлучили да задрже исти формат такмичења, ФИБА је најавила покретање новог европског такмичења у кошаркашким клубовима  са квалификацијама заснованим на спортским заслугама.

## Формат

### Турнир
Сам турнир почиње регуларном сезоном од 32 екипе, подељене у четири групе. За ову фазу се у жребу користи "засејавање", док тимови из исте земље не могу бити заједно у групи. Сваки тим састаје се са осталима у својој групи на домаћим и гостујућим утакмицама, у формату разигравања. Четири најбоље екипе из сваке групе затим напредују у плеј-оф. Пети и шестопласирани тимови могу изабрати да у истој сезони уђу и у плеј-оф ФИБА Купа Европе.
Редовна сезона игра се од октобра до јануара, а плеј-оф почиње у фебруару. У осмини финала и четвртфиналу утакмице се играју у формату „код куће и у гостима“, на основу укупних резултата. За осмину финала победничка екипа из једне групе игра против четвртопласиране екипе из друге групе, а другопласирана из једне групе игра против трећепласиране екипе из друге групе. За четвртфинале победници у утакмицама између победника група и четвртопласираних екипа играју против победника из другопласираних и трећепласираних екипа. Фајнал фор се обично одржава последње недеље априла или прве недеље маја.

### Правила арене
Тренутно је минимални капацитет седишта за домаће арене клубова који се такмиче у кошаркашкој Лиги шампиона 3.000 места. Међутим, организационо тело Кошаркашке лиге шампиона има овлашћење да одобри одрицање од правила клубовима са мањим аренама.

## Награде

### Трофеј
Победничком тиму се сваке године уручи трофеј кошаркашке Лиге шампиона. Тренутни трофеј је висок 65 цм и направљен је од сребра са 24-каратном позлатом, тежине 8 кг. Дизајнирао га је Радиант Студио, а израдио Томас Лит. Кошаркашка мрежа чини фокус трофеја, а дизајн ствара ефекат круне.

### Новчана награда
Од 2016-17 до 2017-18, ФИБА је смањила наградни фонд са 5,200,000 € на 3,500,000 €, али је удвостручила награду за победника са 500,000 € на 1,000,000 €.  Од 2017. до 18. године, ФИБА додељује основну таксу од 50.000 евра за достизање регуларне сезоне. Осим тога, ФИБА плаћа тимовима који су дошли до осмине финала 20.000 евра, сваког четвртфиналисту 30.000 евра, 40.000 евра за четвртопласирани тим, 100.000 евра за трећепласирани, 300.000 евра за другопласиране и 900.000 евра за победнике.
- Основна такса за регуларну сезону: 50.000 €
- Осмина финала: 70.000 €
- Четвртфинале: 100.000 €
- Четвртопласирани тим: 140.000 €
- Трећепласирани тим: 200.000 €
- Губитак финалисте: 400.000 €
- Победа у финалу: 1.000.000 €

## Резултати
| Сезона   | Домаћин                    |                     | Финале   | Финале           | Финале          |          | Меч за треће место    | Меч за треће место | Меч за треће место |
| Сезона   | Домаћин                    | Победник            | Резултат | Финалиста        | Треће место     | Резултат | Четврто место         |                    |                    |
| 2016/17. | Сан Кристобал де ла Лагуна | 1939 Канаријас      | 63 : 59  | Банвит           | Монако          | 91 : 77  | Рејер Венеција Местре |                    |                    |
| 2017/18. | Атина                      | АЕК Атина           | 100 : 94 | Монако           | Мурсија         | 85 : 74  | Лудвигсбург           |                    |                    |
| 2018/19. | Антверпен                  | Виртус Болоња       | 73 : 61  | 1939 Канаријас   | Антверп џајантс | 72 : 58  | Брозе Бамберг         |                    |                    |
| 2019/20. | Атина                      | Мирафлорес          | 85 : 74  | АЕК Атина        | ЖДА Дижон       | 70 : 65  | Сарагоса 2002         |                    |                    |
| 2020/21. | Атина                      | Сан Пабло Бургос    | 64 : 59  | Каршијака баскет | Сарагоса 2002   | 89 : 77  | Стразбур ИГ           |                    |                    |
| 2021/22. | Билбао                     | 1939 Канаријас      | 98 : 87  | Манреса          | Лудвигсбург     | 88 : 68  | Хапоел Холон          |                    |                    |
| 2022/23. | Малага                     | Телеком баскетс Бон | 77 : 70  | Хапоел Јерусалим | 1939 Канаријас  | 84 : 79  | Малага                |                    |                    |
| 2023/24. | Београд                    | Малага              | 80 : 75  | 1939 Канаријас   | Мурсија         | 87 : 84  | Перистери             |                    |                    |
| 2024/25. | Атина                      | Малага              | 83 : 67  | Галатасарај      | АЕК Атина       | 77 : 73  | 1939 Канаријас        |                    |                    |

## Успешност клубова
| Поз. | Клуб                | Победник       | Финалиста      |
| ---- | ------------------- | -------------- | -------------- |
| 1.   | 1939 Канаријас      | 2 (2017, 2022) | 2 (2019, 2024) |
| 2.   | Сан Пабло Бургос    | 2 (2020, 2021) | —              |
| 2.   | Малага              | 2 (2024, 2025) | —              |
| 4.   | АЕК Атина           | 1 (2018)       | 1 (2020)       |
| 5.   | Виртус Болоња       | 1 (2019)       | —              |
| 5.   | Телеком баскетс Бон | 1 (2023)       | —              |
| 7.   | Банвит              | —              | 1 (2017)       |
| 7.   | Монако              | —              | 1 (2018)       |
| 7.   | Каршијака баскет    | —              | 1 (2021)       |
| 7.   | Манреса             | —              | 1 (2022)       |
| 7.   | Хапоел Јерусалим    | —              | 1 (2023)       |
| 7.   | Галатасарај         | —              | 1 (2025)       |

## Успешност по државама
| Поз. | Клуб      | Победник                               | Финалиста            |
| ---- | --------- | -------------------------------------- | -------------------- |
| 1.   | Шпанија   | 6 (2017, 2020, 2021, 2022, 2024, 2025) | 3 (2019, 2022, 2024) |
| 2.   | Грчка     | 1 (2018)                               | 1 (2020)             |
| 3.   | Италија   | 1 (2019)                               | —                    |
| 3.   | Немачка   | 1 (2023)                               | —                    |
| 5.   | Турска    | —                                      | 3 (2017, 2021, 2025) |
| 6.   | Француска | —                                      | 1 (2018)             |
| 6.   | Израел    | —                                      | 1 (2023)             |